# Bernhard Osann
Bernhard Osann (* 27. August 1862 in Hannover; † 4. April 1940 in Berlin) war ein deutscher Metallurg und Hochschullehrer.

## Leben
Osann studierte an der Berliner Bergakademie bei Hermann Wedding und arbeitete als Hütteningenieur in Oberschlesien und im Rheinland. Nachdem er sich 1902 habilitiert hatte, lehrte er von 1903 bis 1927 als Professor für Eisenhüttenkunde und Gießereiwesen an der Bergakademie Clausthal. Er war bis 1916 stellvertretender Direktor der Bergakademie Clausthal. Seine Bestrebungen, Nachfolger von Julius Fischer im Rektorenamt zu werden, wurden durch die Neuordnung Preußens und die Einführung einer Wahlrektoratsordnung am 14. Mai 1919 zunichtegemacht.
Er war am 23. Oktober 1914 Mitunterzeichner der Erklärung der Hochschullehrer des Deutschen Reiches für den preußischen Militarismus.
Er ist Sohn des Bergrats und der ersten Geschäftsführer des Vereins Deutscher Eisenhüttenleute Friedrich Osann. Osanns Sohn Bernhard Osann (1895–1974) war ebenfalls Eisenhüttenkundler. Seine Tochter Dorothea heiratete den späteren Fregattenkapitän der Wehrmacht, Widerstandskämpfer und Journalist, Otto Mejer.

## Auszeichnungen
- Geheimer Oberrechnungsrat
- Geheimer Bergrat
- 1915: Ehrendoktorwürde der Technischen Hochschule Breslau (als Dr.-Ing. E. h.)
- 1932: Ehrenbürgerwürde der Bergakademie Clausthal
- 1935: Ehrenmitglied im Verein Deutscher Gießereifachleute (VDG)

Bernhard Osann ist auch Namensgeber der „Bernhard-Osann-Medaille“, einer 1962 vom VDG gestifteten Gedenkplakette in Bronze für 50-jährige Mitgliedschaft.

## Schriften
- Die Werke des Lothringer Hüttenvereins in Kneuttingen. In: Stahl und Eisen, Jahrgang 1905.
- Reduktion und Kohlung im Hochofen, im Zusammenhange mit Hochofenstörungen und auf Grund von Schmelzversuchen. Verein Deutscher Eisenhüttenleute, Düsseldorf 1911.
- Nachruf auf Carl Schnabel. In: Stahl und Eisen, Jahrgang 1914.
- Leitladen für Gießereilaboratorien. Julius Springer, Berlin 1915.
- Lehrbuch der Eisen- und Stahlgießerei. 2. Auflage, Engelmann, Leipzig 1913.
- Die Entwicklung des deutschen Gießereiwesens im Laufe der letzten hundert Jahre. Düsseldorf 1920.
- (mit Otto Brandt und Otto Vogel): Zur Geschichte der deutschen Eisengießereien. Festschrift zur 50. Hauptversammlung des Vereins Deutscher Eisengießereien. Gießereiverband, 1920.
- Rückblicke und Ausblicke im Eisenhüttenwesen und Eisenhütten-Hochschulwesen. In: Festschrift zur 150-Jahrfeier der Bergakademie Clausthal. Uppenborn, Clausthal 1925.
- Die Hochofenvorgänge im Lichte der Sinterung und der Kohlenstoffausscheidung. Verlag Stahleisen, Düsseldorf 1928.
- Kurzgefasste Eisenhüttenkunde in leichtverständlicher Darstellung. Jänecke, Leipzig 1932. (neu bearbeitet von Bernhard Osann jun. als 5. Auflage, Wissenschaftliche Verlags-Anstalt, Hannover 1949.)
- Moderne Stahlgießerei für Unterricht und Praxis. Julius Springer, Berlin 1936.
- Das Gattieren in der Eisengießerei. Elsner, Berlin 1937.
- Modernes Trocknen von Form und Kern. Elsner, Berlin 1938.